# Ernst Bamberger

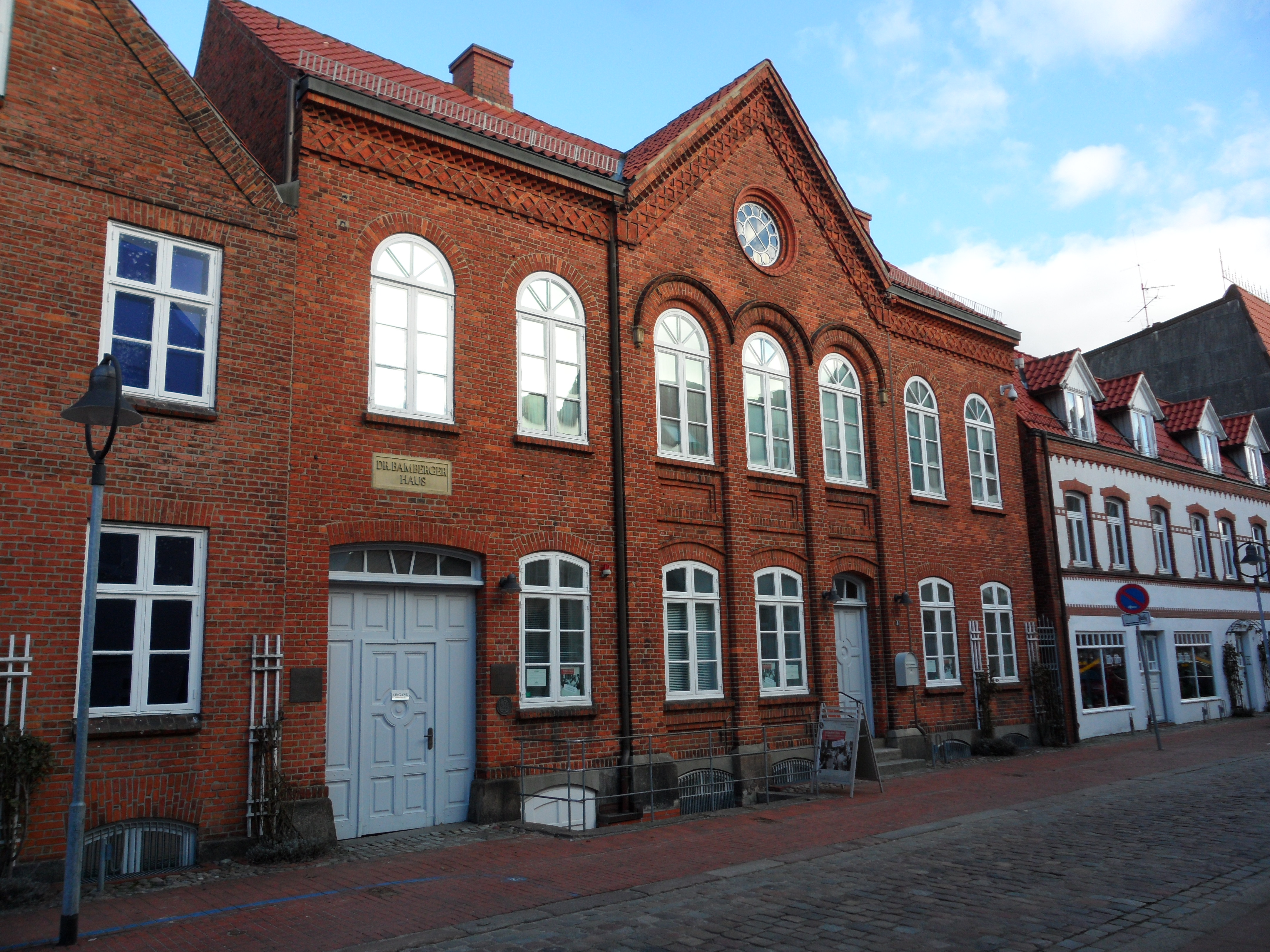
Dr.-Bamberger-Haus, Sitz des Jüdischen Museums Rendsburg

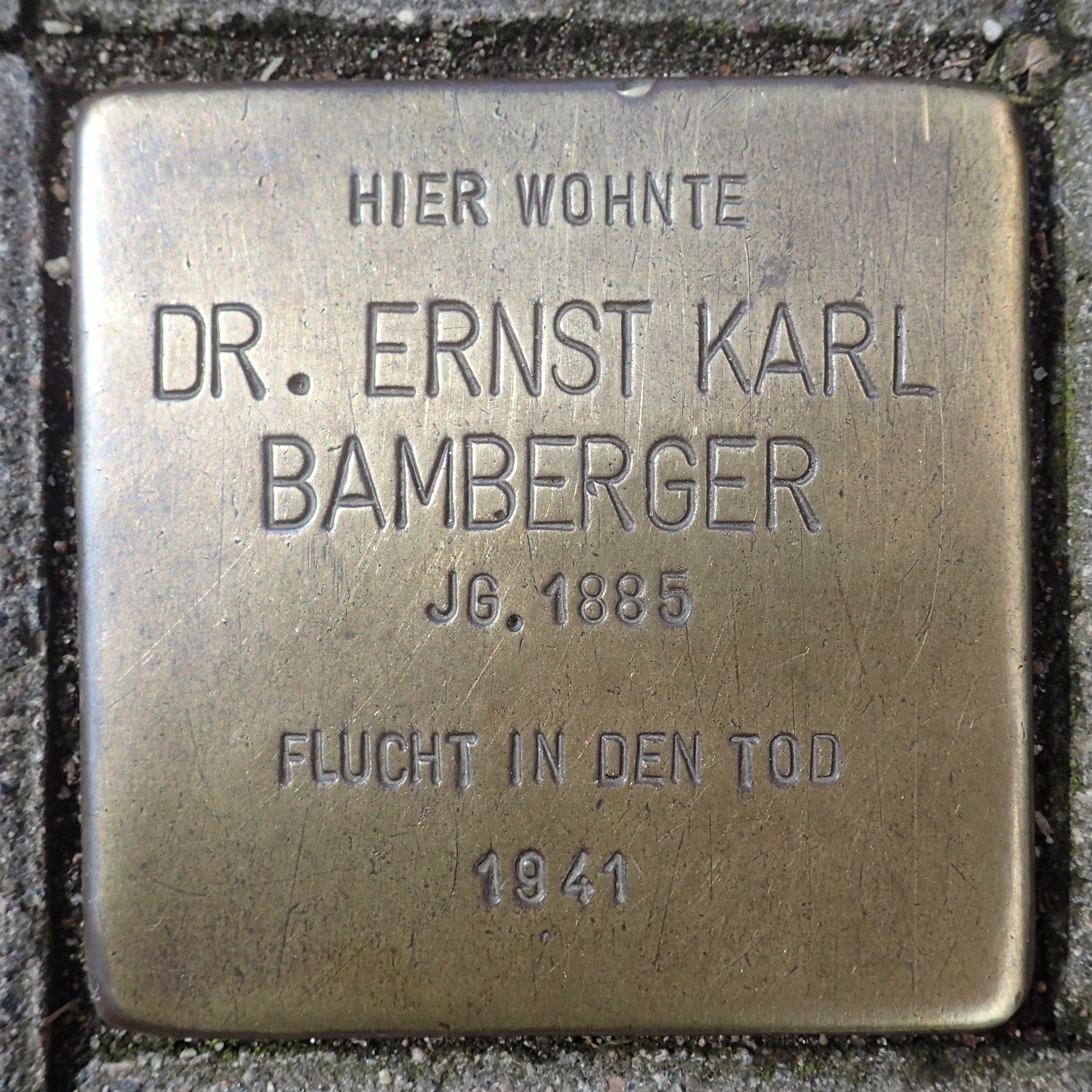
Stolperstein in der Moltkestraße

Ernst Bamberger (* 30. April 1885 in Frankfurt am Main; † 6. Dezember 1941 in Remmels) war ein deutscher Arzt. Nach ihm ist das Dr.-Bamberger-Haus in seinem Wahlheimatort Rendsburg benannt, in dem u. a. das Jüdische Museum Rendsburg untergebracht ist.

## Leben
1910 wurde er nach Verteidigung seiner Dissertationsschrift Das Scleroedem und seine Beziehungen zu den Sclerodermien an der Ruprecht-Karls-Universität Heidelberg zum Dr. med. promoviert. Der Sohn eines wohlhabenden jüdischen Kaufmanns ließ sich 1921 protestantisch taufen und praktizierte seit 1922 als Arzt in der schleswig-holsteinischen Kreisstadt Rendsburg. Dort war er gesellschaftlich eingebunden, so bestand unter anderen eine Freundschaft mit dem späteren nationalsozialistischen Landrat und Regierungspräsidenten Wilhelm Hamkens. 
Wegen seiner jüdischen Herkunft wurde ihm  im Mai 1934 die kassenärztliche Zulassung und 1938 die Approbation entzogen, seine chirurgische Klinik übernahm ein „arischer“ Mediziner. Er hatte sich bereits in das Dorf Remmels, den Geburtsort seiner Frau, zurückgezogen, als er 1941 gezwungen war, den Judenstern zu tragen. Der Versuch, ein Visum für die Ausreise nach Schweden zu erhalten, scheiterte.
Er nahm sich 1941 das Leben, weil ihm die Ausreise nach Schweden verweigert worden war und er die Deportation fürchtete. Nach dem Selbstmord wurde Bamberger in Hohenwestedt christlich begraben. 1985 wurde die ehemalige Rendsburger Synagoge nach ihm benannt.
1949 übergab die Witwe ein Mandat für einen Wiedergutmachungsprozess an den Fachanwalt Hans Beyersdorff in Kiel. Im April 1951 erhielt sie eine Rückgabe von drei gravierten Silbertabletts und im darauffolgenden Jahr eine Ausgleichszahlung.